# Hidden Orchestra
Hidden Orchestra ist ein Musikprojekt des britischen Bassisten und Elektronik-Musikers Joe Acheson. Die Studio-Alben des Projekts werden fast ausschließlich von Acheson kreiert; auf Konzerten tritt Hidden Orchestra als vierköpfige Band auf.

## Geschichte
Das Projekt wurde zunächst unter dem Namen Joe Acheson Quartet gegründet. 2010 wurde das erste Album des Projekts veröffentlicht (schon unter dem Namen Hidden Orchestra), Night Walks. Seitdem tourte Hidden Orchestra als Quartett mit Gründer Joe Acheson (Kontrabass und Elektronik), Poppy Ackroyd (Klavier, Geige) sowie den Schlagzeugern Tim Lane und Jamie Graham durch Europa und trat u. a. 2011 auf dem Glastonbury Festival auf. 2012 erschien das zweite Album Archipelago. Das 2015er Reorchestrations besteht hauptsächlich aus Remixen, die durch das Hinzufügen zusätzlicher Klangschichten entstanden.
Neben regulären Alben veröffentlicht Acheson kostenlos zugängliche Mixtapes.
Bei ihren Live-Auftritten lässt sich die Band von Lichtinstallationen des Künstlers Tom Newell alias Lumen begleiten.

## Diskografie
- 2010: Night Walks (Tru Thoughts)
- 2012: Archipelago (Tru Thoughts)
- 2015: Reorchestrations (Denovali Records)
- 2017: Dawn Chorus (Tru Thoughts)
- 2018: Dawn Chorus Remixes (Tru Thoughts)
- 2019: Live at Attenborough Centre for the Creative Arts (Tru Thoughts)
- 2020: Creaks OST (Minority)
- 2021: We Come from the Sun (Decca/Universal)
- 2023: To Dream Is to Forget (Lone Figures)